# بهاء موسى
بهاء موسى كان رجلًا عراقيًا ضرب حتى الموت بواسطة الجيش البريطاني في البصرة بالعراق في سبتمبر 2003. اعتقل بمعية تسعة آخرين في فندق الهيثم بالبصرة في 14 سبتمبر، 2003 من قبل عناصر من الجيش البريطاني. كان بهاء موسى يبلغ من العمر 26 سنة عندما توفي بعد يومين من اعتقاله في البصرة متأثرًا بأكثر من 93 جرح أصيب بها جراء الضرب المبرح الذي تعرض له.
في 8 سبتمبر 2011 أعلنت لجنة تحقيق بريطانية أنه تعرض إلى «حلقة مروعة من العنف غير المبرر» و«خرق خطير للانضباط» من قبل الجنود البريطانيين مما أدى إلى وفاته.